# Aprionella unicolor
Aprionella unicolor – gatunek chrząszcza z rodziny kózkowatych i podrodziny zgrzypikowych. Jedyny przedstawiciel rodzaju Aprionella.

## Zasięg występowania
Azja Południowo-Wschodnia, występuje na Sumatrze.